# Comedy Central
Comedy Central este un canal de televiziune american de cablu de bază deținut de Paramount Global prin unitatea MTV Entertainment Group a diviziei de rețele interne, cu sediul în Manhattan. Canalul este destinat tinerilor adulți între 18 și 34 de ani și oferă programe de comedie sub formă de seriale originale, licențiate și sindicalizate, speciale de comedie stand-up și lungmetraje. Este disponibil pentru aproximativ 86,723 milioane de gospodării din Statele Unite în septembrie 2018.
De la începutul anilor 2000, Comedy Central s-a extins la nivel global cu canale localizate în Europa (inclusiv Marea Britanie), India, Asia de Sud-Est, America Latină, Australia și Noua Zeelandă, Orientul Mijlociu și Africa. Canalele internaționale sunt operate de Paramount International Networks.
La data de noiembrie 2023, Comedy Central este disponibil la aproximativ 68 de milioane de locuințe cu televiziune cu plată în Statele Unite, în scădere de la vârful său în 2011 cu 99 de milioane de locuințe.